# Половицкий, Яков Давидович
Я́ков Дави́дович Полови́цкий (род. 24 декабря 1935, г. Орша, Витебская область, БССР) — советский и российский математик, историк математики, профессор, заведующий кафедрой высшей алгебры и геометрии механико-математического факультета, почётный профессор Пермского университета (1990–2002, 2008). Положил начало рассмотрению групп с черниковскими классами сопряженных элементов.

## Биография
Окончил среднюю школу № 3 в г. Троицке Челябинской области (1953); физико-математический факультет Пермского государственного университета по специальности «Математика» (1958); аспирантуру (1961, научный руководитель — проф. С. Н. Черников).
Кандидат физико-математических наук (Казанский государственный университет, 1962); доцент (с 1966). В 1961–1963 годах — ассистент, 1963–1964 годах — старший преподаватель, 1965–1990 годах — доцент кафедры высшей алгебры и геометрии Пермского государственного университета (ряд лет она называлась кафедрой математической логики и высшей алгебры). С 1990 по 2002 год и в 2008 году — заведующий этой кафедрой; 2002–2008 гг. — профессор кафедры дискретной математики и информатики; с 2009 по 2012 год — профессор кафедры алгебры и геометрии, с 2012 года – профессор кафедры фундаментальной математики механико-математического факультета Пермского государственного университета.
Университет был единственным местом работы Я. Д. Половицкого; он уволился в 2017 году, проработав там 56 лет.

## Научная деятельность
Научным руководителем его диссертации "Группы с условием примарной минимальности" был известный математик С. Н. Черников; оппонентами — проф. П. Г. Конторович и В. В. Морозов, главы соотвественно Свердловской и Казанской алгебраических школ.
Научные направления: теория групп: бесконечные группы с условиями конечности, группы с ограничениями для подгрупп. 
Пришёл к достаточно естественному обобщению понятия конечного индекса – понятие Σ-индекса. В связи с этим возникло два новых направления в теории групп – изучение групп с Σ-классами сопряженных элементов и групп со свойством Дицмана.
Положил начало рассмотрению групп с черниковскими классами сопряженных элементов, развитию теории которых посвящено более 25 работ алгебраистов ряда стран. В статьях "Слойно экстремальные группы" (1960 г., ДАН СССР), "О локально экстремальных и слойно экстремальных группах" (1962 г., "Математический сборник") и "Группы с экстремальными классами сопряженных элементов" (1964 г., Сибирский математический журнал) ввел три новых класса групп (указанных в заглавиях статей). Изложению полученных им здесь результатов посвящено несколько параграфов монографии одного из ведущих алгебраистов мира Д. Робинсона "Условия конечности и обобщенно разрешимые группы", ч.1 (издательство Шпрингер, 1972). Внимание алгебраистов привлекли и некоторые другие понятия, введенные Я. Д. Половицким, в частности локально бесконечные группы и условие слойной минимальности. Ряд научных результатов Я. Д. Половицкого приведен в монографиях А. Г. Куроша "Теория групп", Д. Робинсона "Курс теории групп", С. Н. Черникова "Группы с заданными свойствами системы подгрупп",  В. И. Сенашева "Слойно конечные группы".
Главный редактор книги «Мехмат: биограф. справочник» (Пермь, 2010). Ответственный за выпуск книги «Мехмат сегодня. Mechmath forever» (Пермь, 2010).
Почётный профессор механико-математического факультета Пермского университета.

## Избранные работы
Автор и соавтор более 150 научных и методических публикаций, в том числе:

### Учебные пособия
- Алгебра : учебное пособие / Я. Д. Половицкий ; Федеральное агентство по образованию, ГОУ ВПО "Пермский гос. ун-т".  Пермь, 2007. Ч. 1. 2007. 140 с.
- Алгебра : учебное пособие / Я. Д. Половицкий ; Федеральное агентство по образованию, ГОУ ВПО "Пермский гос. ун-т".  Пермь, 2007. Ч. 2. 2008. 69 с.
- Алгебра : учебное пособие / Я. Д. Половицкий ; Федеральное агентство по образованию, ГОУ ВПО "Пермский гос. ун-т". Пермь, 2007. Ч. 3. 2009. 77 с.

### Статьи
- Половицкий Я. Д. Слойно экстремальные группы // Доклады АН СССР. 1960. 134:3. С. 533–535.
- Половицкий Я. Д. О локально экстремальных группах и группах с условием π-минимальности // Доклады АН СССР, 138:5. 1961. С. 1022–1024.
- Половицкий Я. Д. Слойно экстремальные группы // Математический сборник. 1962. Т. 56, № 1. С 95–106.
- Половицкий Я. Д. О локально экстремальных и слойно экстремальных группах // Математический сборник. 1962. Т. 58, № 2. С. 685–694.
- Половицкий Я. Д. Группы с экстремальными классами сопряженных элементов. Сибирский математический журнал. 1964. Т. V, № 4. С. 891–895.
- Половицкий Я. Д. Периодические группы с экстремальными классами сопряженных абелевых подгрупп // Известия ВУЗов. Математика. 1977, 4, 95–101.
- Половицкий Я. Д. Группы с конечными классами сопряженных бесконечных абелевых подгрупп // Известия ВУЗов. Математика. 1980, № 10. С. 49–54.
- Половицкий Я. Д. Локально-конечные группы с черниковскими классами сопряженных бесконечных абелевых подгрупп // Известия ВУЗов. Математика. 1988, 11, 71–72.
- Половицкий Я. Д. Группы с условием слойной минимальности // Украинский математический журнал. 1992. Т. 44, № 6. С. 847–851.
- Половицкий Я. Д. Конечные разрешимые группы с циклическими пересечениями максимальных подгрупп // Вестник Пермского университета. Математика. Механика. Информатика. 2013. Вып. 2(21). С. 22–35.[3]

## Награды и звания
- Заслуженный работник высшей школы РФ (2002).
- Нагрудный знак «За отличные успехи в работе» (1991).
- Медаль «Ветеран труда» (1989).
- Медаль им. Л. Эйлера «За заслуги» механико-математического факультета ПГУ (2005).
- Почетная грамота Министерства образования и науки РФ (2005).
- Почетные грамоты Пермского университета.